# Saint-Parres-aux-Tertres
Saint-Parres-aux-Tertres è un comune francese di 2 931 abitanti situato nel dipartimento dell'Aube nella regione del Grand Est.

## Società

### Evoluzione demografica
Abitanti censiti